# Vítor Fonseca
Vítor Gonçalo Palminha Fonseca, conhecido como Cifrão ou Vítor Fonseca (São Sebastião da Pedreira, Lisboa, 27 de maio de 1979), é um bailarino, coreógrafo, cantor e ator português.

## Biografia
Tem quatro irmãos mais novos. Foi aos 16 anos que decidiu aprender a dançar. Aos 19 anos, entrou para o Conservatório D. Dinis, em Odivelas, e começou a ter aulas de piano, canto e de teoria musical. 

## Carreira
É mais conhecido pela sua participação na telenovela juvenil Morangos Com Açúcar e por ter feito parte dos D'ZRT, grupo musical de grande sucesso ligado à novela.
Cifrão foi júri de programas de televisão, embaixador do Rock in Rio Lisboa, coreógrafo - inclusivamente da de novelas da TVI, desde 2006 -, jurado e diretor artístico de programas como A Tua Cara Não Me É Estranha, Dança com as Estrelas ou Let’s Dance.
Atualmente, é diretor artístico da primeira companhia de dança online portuguesa, a Online Dance Company.

## Televisão
| Ano             | Projeto                              | Papel                             | Notas                                       | Canal      |
| --------------- | ------------------------------------ | --------------------------------- | ------------------------------------------- | ---------- |
| 2002            | Tudo por Amor                        | ND                                | Elenco Adicional                            | TVI        |
| 2004 - 2005     | Morangos com Açúcar 2                | José “Zé Milho”                   | Elenco Adicional / Elenco Principal (verão) | TVI        |
| 2005 - 2006     | Morangos com Açúcar 3                | José “Zé Milho”                   | Elenco Principal                            | TVI        |
| 2006 - 2007     | Doce Fugitiva                        | Lucas                             | Elenco Principal                            | TVI        |
| 2007            | Dança Comigo 4                       | Ele Próprio                       | Concorrente (Vencedor)                      | RTP1       |
| 2008            | Olha Quem Dança                      | Ele Próprio                       | Jurado                                      | RTP1       |
| 2008            | Liberdade 21                         | Mário Couto                       | Elenco Adicional                            | RTP1       |
| 2009            | Maysa: Quando Fala o Coração         | Vítor Gonçalves (Rapaz português) | Participação Especial                       | Rede Globo |
| 2009 - 2010     | Morangos com Açúcar 7                | José “Zé Milho”                   | Elenco Principal                            | TVI        |
| 2010 - 2011     | Morangos com Açúcar 8                | José “Zé Milho”                   | Elenco Principal                            | TVI        |
| 2010            | Morangos com Açúcar: Concerto Final  | José “Zé Milho”                   | Elenco Principal                            | TVI        |
| 2011            | Uma Canção para Ti 4                 | Ele Próprio                       | Jurado                                      | TVI        |
| 2012            | Morangos com Açúcar – O Filme        | José “Zé Milho”                   | Elenco Principal                            | TVI        |
| 2012 - 2013     | Doida por Ti                         | Fernando Saraiva “Nando”          | Elenco Principal                            | TVI        |
| 2012            | A Tua Cara Não Me É Estranha 1       | Ele Próprio                       | Coreógrafo                                  | TVI        |
| 2012            | A Tua Cara Não Me É Estranha 2       | Ele Próprio                       | Coreógrafo                                  | TVI        |
| 2012            | A Tua Cara Não Me É Estranha: Duetos | Ele Próprio                       | Coreógrafo                                  | TVI        |
| 2013            | A Tua Cara Não Me É Estranha 3       | Ele Próprio                       | Coreógrafo                                  | TVI        |
| 2013            | Dança com as Estrelas 1              | Ele Próprio                       | Jurado                                      | TVI        |
| 2014            | Dança com as Estrelas 2              | Ele Próprio                       | Jurado                                      | TVI        |
| 2014            | A Tua Cara Não Me É Estranha: Kids   | Ele Próprio                       | Coreógrafo                                  | TVI        |
| 2015            | Dança com as Estrelas 3              | Ele Próprio                       | Jurado                                      | TVI        |
| 2015            | Pequenos Gigantes 1                  | Ele Próprio                       | Coreógrafo                                  | TVI        |
| 2016            | Pequenos Gigantes 2                  | Ele Próprio                       | Coreógrafo                                  | TVI        |
| 2016 - 2017     | A Tua Cara Não Me É Estranha 4       | Ele Próprio                       | Coreógrafo                                  | TVI        |
| 2017            | Let’s Dance - Vamos Dançar           | Ele Próprio                       | Jurado e Coreógrafo                         | TVI        |
| 2018            | A Tua Cara Não Me É Estranha 5       | Ele Próprio                       | Coreógrafo                                  | TVI        |
| 2018 - 2019     | Dança com as Estrelas 4              | Ele Próprio                       | Jurado                                      | TVI        |
| 2019            | A Tua Cara não me é Estranha 6       | Ele Próprio                       | Coreógrafo                                  | TVI        |
| 2020            | Dança com as Estrelas 5              | Ele Próprio                       | Jurado                                      | TVI        |
| 2023            | Cabelo Pantene 5 - A Competição      | Ele Próprio                       | Mentor                                      | TVI        |
| 2023 - presente | Morangos com Açúcar                  | José “Zé Milho”                   | Participação Especial                       | TVI        |
| 2024            | Dança com as Estrelas 6              | Ele próprio                       | Jurado                                      | TVI        |

## Teatro
- No calor da hora (2002), produção Open Space
- Inferno (2003)

## Locuções
- Chicken Little (2006)
- Crónicas de Nárnia 1 (2008)
- Crónicas de Nárnia 2 (2009)
- Upsss! Lá Se Foi a Arca (2015), como "Obeysey"